# جورج مارا
جورج مارا (انگلیسی: George Mara; ۱۲ دسامبر ۱۹۲۱ – ۳۰ اوت ۲۰۰۶) بازیکن هاکی روی یخ اهل کانادا بود.
وی در مسابقات کشوری و بین‌المللی در مجموع برندهٔ ۱ مدال طلا شده‌است.